# Electronic Beats
Electronic Beats est une société multimédia affiliée à T-Mobile. Elle est le vecteur d'un projet voué à promouvoir et informer un public anglophone sur l'actualité des musiques électroniques, particulièrement celles de dance.

## Publications
Electronic Beats est présente sur différents supports. Elle propose tout d'abord un site web homonyme, mais elle édite aussi un magazine trimestriel intitulé EB Magazine ainsi qu'une série de DVD documentaires et musicaux trimestriels, Slices.